# Carl Marcus Wallenburg
Carl Marcus Wallenburg (* 1973 in Partille, Schweden) ist ein deutsch-schwedischer Logistikwissenschaftler. Er war seit 2009 Leiter des Fachgebiets Internationale Logistiknetze an der Technischen Universität Berlin und leitet seit 2011 den Lehrstuhl für Betriebswirtschaftslehre, insbesondere Logistik und Dienstleistungsmanagement der WHU – Otto Beisheim School of Management.

## Leben
Wallenburg studierte Wirtschaftsingenieurwesen an der Universität Karlsruhe und der Universität Göteborg. Er war Geschäftsführer des Kühne-Zentrums für Logistikmanagement und Wissenschaftlicher Assistent von Jürgen Weber an der WHU in Vallendar. Er betreute dort vielfältige Forschungs- und Praxisprojekte zu den Themen „Dienstleistungsmanagement“ und „Supply Chain Controlling“.
Bevor er als Professor an die WHU zurückkam, war Wallenburg von März 2009 bis Anfang 2011 Leiter des Fachgebiets Internationale Logistiknetze an der Technischen Universität Berlin.
Er ist als Gutachter bekannter internationaler Fachzeitschriften tätig und erhielt 2008 den Best Reviewer Award des Journal of Supply Chain Management.

## Veröffentlichungen (Auswahl)
- Jürgen Weber, Carl Marcus Wallenburg: Logistik- und Supply Chain Controlling. 6. Auflage. Stuttgart 2010, ISBN 978-3-7910-2656-5.
- Carl Marcus Wallenburg, Cahill, D.L.; Goldsby, T.J.; Knemeyer, A.M.: Logistics outsourcing performance and loyalty behavior. Comparisons between Germany and the United States. In: International Journal of Physical Distribution & Logistics Management. Jahrgang 40, Nr. 7, 10. August 2010, ISSN 0960-0035, S. 579–602 (englisch).
- Carl Marcus Wallenburg; Knemeyer, A.M.; Goldsby, T.J.; Cahill, D.L. (2010): Developing a scale for proactive improvement within logistics outsourcing relationships. In: The International Journal of Logistics Management, 21. Jg., Nr. 1, S. 5–21.
- Carl Marcus Wallenburg (2009): Innovation within logistics outsourcing relationships. Proactive improvement of logistics service providers as a driver of customer loyalty. In: Journal of Supply Chain Management. 45. Jg., Nr. 2, S. 75–93.
- Carl Marcus Wallenburg: Der differenzierte Einfluss unterschiedlicher Performance-Level auf die Kundenbindung bei Logistikdienstleistungen. In: Zeitschrift für Betriebswirtschaft. Special Issue, Nr. 4, 2008.
- Wolfgang Stölzle, Jürgen Weber, Erik Hofmann, Carl Marcus Wallenburg: Handbuch Kontraktlogistik: Management komplexer Logistikdienstleistungen. 2007, ISBN 978-3-527-50203-5.
- Carl Marcus Wallenburg, Jürgen Weber: Ursache-Wirkungsbeziehungen der Balanced Scorecard. Empirische Erkenntnisse zu ihrer Existenz. In: Zeitschrift für Controlling & Management. Jahrgang 50, Nr. 4, 2006.